# Giao hưởng số 6 (Haydn)

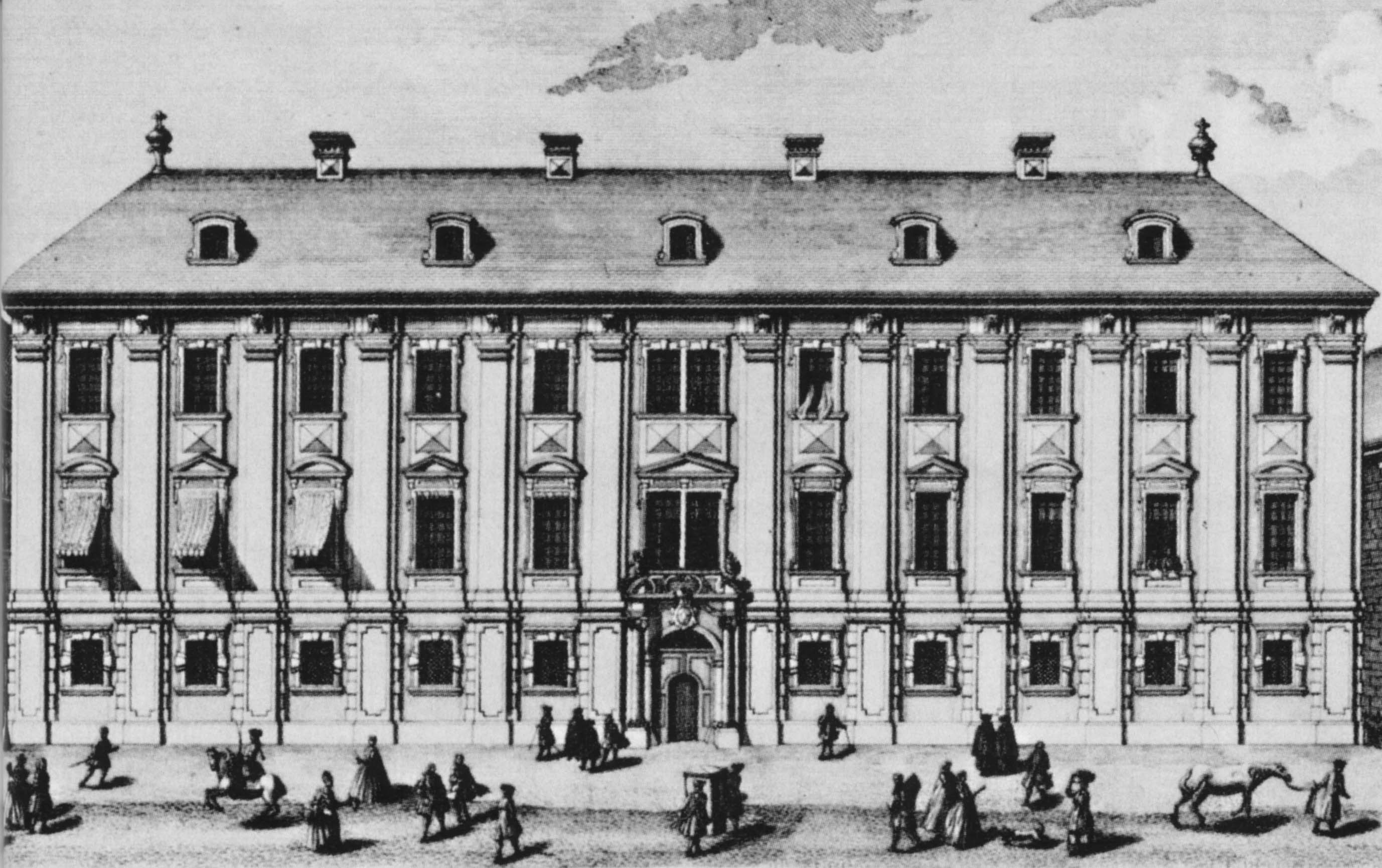
Cung điện Esterhazy trên đường Wallner trong thành phố Viên là nơi trình diễn ra mắt bản giao hưởng này.

Giao hưởng số 6 cung Rê trưởng hay còn gọi là Giao hưởng buổi sáng (tiếng Pháp: Le Matin (tên bằng tiếng Pháp là phổ biến hơn)) là bản giao hưởng của nhà soạn nhạc người Áo Joseph Haydn. Haydn đá sáng tác nó vào năm 1761. Bản giao hưởng này cùng với bản giao hưởng số 7 và số 8 tạo nên một bộ tam thú vị: Những khoảng thời gian của một ngày (bản số 7 là buổi trưa, bản số 8 là buổi tối).

## Tên gọi khác
Bản giao hưởng còn được gọi là Le Matin (buổi sáng), tên này không phải do Haydn đặt nhưng nhanh chóng trở nên phổ dụng. Phần đầu trong chương mở của bản giao hưởng có tiết điệu chậm rãi, như mô tả rõ ràng cảnh mặt trời mọc. Hai tác phẩm giao hưởng tiếp theo của Haydn cũng được đặt tên là "buổi trưa" và "buổi tối" do sự liên kết liền mạch với bản giao hưởng này.